# Grand Prix automobile d'Espagne 1967
Le Grand Prix automobile d'Espagne 1967 est un Grand Prix ouvert aux monoplaces de Formule 1 et de Formule 2, qui s'est tenu sur le circuit de Jarama le 12 novembre 1967.

## Grille de départ
| 1re ligne | Pos. 1                            |                            | Pos. 2                      |                                  | Pos. 3                      |
| --------- | --------------------------------- | -------------------------- | --------------------------- | -------------------------------- | --------------------------- |
|           | Jim Clark 1 min 28 s 2            |                            | Graham Hill 1 min 29 s 7    |                                  | Jackie Stewart 1 min 29 s 7 |
| 2e ligne  |                                   | Pos. 4                     |                             | Pos. 5                           |                             |
|           |                                   | Jo Siffert 1 min 30 s 4    |                             | Andrea De Adamich 1 min 30 s 5   |                             |
| 3e ligne  | Pos. 6                            |                            | Pos. 7                      |                                  | Pos. 8                      |
|           | Jean-Pierre Beltoise 1 min 30 s 7 |                            | Jack Brabham 1 min 31 s 3   |                                  | Jacky Ickx 1 min 31 s 6     |
| 4e ligne  |                                   | Pos. 9                     |                             | Pos. 10                          |                             |
|           |                                   | Hubert Hahne 1 min 31 s 6  |                             | Alan Rees 1 min 32 s 5           |                             |
| 5e ligne  | Pos. 11                           |                            | Pos. 12                     |                                  | Pos. 13                     |
|           | Henri Pescarolo 1 min 32 s 6      |                            | Brian Redman 1 min 33 s 0   |                                  | Jo Schlesser 1 min 33 s 2   |
| 6e ligne  |                                   | Pos. 14                    |                             | Pos. 15                          |                             |
|           |                                   | Chris Lambert 1 min 34 s 5 |                             | Johnny Servoz-Gavin 1 min 34 s 6 |                             |
| 7e ligne  | Pos. 16                           |                            | Pos. 17                     |                                  | Pos. 18                     |
|           | Alex Soler-Roig 1 min 35 s 5      |                            | Alan Rollinson 1 min 35 s 6 |                                  | Robs Lamplough 1 min 37 s 9 |

## Classement de la course
| Pos  | no | Pilote               | Écurie                | Châssis           | Tours | Temps/Abandon     | Grille |
| ---- | -- | -------------------- | --------------------- | ----------------- | ----- | ----------------- | ------ |
| 1    | 1  | Jim Clark            | Team Lotus            | Lotus 49          | 60    | 1 h 31 min 10 s 4 | 1      |
| 2    | 2  | Graham Hill          | Team Lotus            | Lotus 49          | 60    | + 15 s 2          | 2      |
| 3    | 3  | Jack Brabham         | Brabham               | Brabham BT19      | 60    |                   | 7      |
| 4    | 18 | Johnny Servoz-Gavin  | Matra Sports          | Matra MS5         | 59    | + 1 tour          | 15     |
| 5    | 12 | Jo Schlesser         | Matra Sports          | Matra MS5         | 59    | + 1 tour          | 13     |
| 6    | 4  | Jacky Ickx           | Tyrrell Racing        | Matra MS5         | 59    | + 1 tour          | 8      |
| 7    | 16 | Henri Pescarolo      | Matra Sports          | Matra MS7         | 58    | + 2 tours         | 11     |
| 8    | 6  | Brian Redman         | David Bridges         | Lola T100         | 58    | + 2 tours         | 12     |
| 9    | 15 | Andrea de Adamich    | Scuderia Ferrari      | Ferrari 312       | 58    | + 2 tours         | 5      |
| 10   | 19 | Jean-Pierre Beltoise | Matra Sports          | Matra MS7         | 58    | + 2 tours         | 6      |
| 11   | 10 | Alan Rees            | Roy Winkelmann Racing | Brabham BT23 (en) | 57    | + 3 tours         | 10     |
| 12   | 7  | Chris Lambert        | McKechnie Racing      | Brabham BT21      | 57    | + 3 tours         | 14     |
| Abd. | 8  | Jo Siffert           | BMW Motorsport        | Lola T100         | 45    | Moteur            | 4      |
| Abd. | 5  | Jackie Stewart       | Tyrrell Racing        | Matra MS7         | 42    | Accident          | 3      |
| Abd. | 9  | Hubert Hahne         | BMW Motorsport        | Lola T100         | 33    | Moteur            | 9      |
| Abd. | 11 | Alan Rollinson       | Frank Lythgoe Racing  | McLaren M4A (en)  | 7     | Freins            | 17     |
| Abd. | 14 | Robert Lamplough     | Franck Manning Racing | Brabham BT21      | 1     | Boîte de vitesses | 18     |
| Np.  | 14 | Alex Soler-Roig      | Team Lotus            | Lotus 48          |       | Non partant       | 16     |

- Légende: Abd.=Abandon ; Np.=Non partant.

## Pole position & Record du tour
- Pole position : Jim Clark en 1 min 28 s 2.
- Tour le plus rapide : Jim Clark en 1 min 28 s 8.

## Tours en tête
- Jim Clark : 60 tours (1-60)